# 麥克唐納查珀爾 (阿拉巴馬州)
麦克唐纳查珀爾（英語：McDonald Chapel）是一個位於美國阿拉巴馬州傑佛遜縣的非建制地區和人口普查指定地區。根據2010年美國人口普查，該地人口為717人。

## 地理
麦克唐纳查珀爾的座標為33°31′15″N 86°56′13″W / 33.520706°N 86.936858°W，而該地最高點為海拔高度178米（即584英尺）。